# Milagros Mengíbar
Milagros Mengíbar de la Cruz (Sevilla, 30 de mayo de 1952) es una bailaora española.

## Biografía
Nacida en el sevillano barrio de Triana, se inició en el baile en la academia de Adelita Domingo y continuó su formación con Matilde Coral. Comenzó como cantante, pero pronto se decantó por el baile, y más específicamente, el de bata de cola. Trabajó en El Patio Andaluz y ganó el primer premio del Concurso Nacional de Arte Flamenco de Córdoba en 1974 y el Premio de la Crítica en 1995. Adscrita a la Escuela sevillana de baile se la considera una bailaora de «gran expresividad», que destaca por el «cuidado de los movimientos de brazos y manos, la pulcritud de sus creaciones coreográficas y su extraordinario dominio de la bata de cola». Ha realizado giras por Bélgica, Italia, Países Bajos y Japón, donde residió como profesora de baile un año.
En 2005 recibió el premio Compás del Cante, otorgado por la Fundación Cruz Campo.
En la actualidad (2015), es profesora de la Fundación Cristina Heeren, compaginando la enseñanza con espectáculos de baile ocasionales.